# Sveučilište Ben-Gurion
Sveučilište Ben-Gurion (hebrejski: אוניברסיטת בן-גוריון בנגב), osnovano 1969. godine u gradu Be'er Shevi, Izrael.
Sveučilište promovira razvoj područja Negev, inspiriran vizijom izrealskog prvog premijera Davida Ben-Guriona koji je vjerovao da budućnost Izraela leži u relativno nerazvijenom jugu.
Sveučilište Ben-Gurion je poznato na području elektronike, kemije i mehanike. Zajedno sa Sveučilištem u Tel Avivu rangiran je na drugom, odn. trećem mjestu Techniona na polju inženjerstva. Nakon raspada Sovjetskog Saveza, sveučilište je svoj kadar ojačalo profesorima s prestižnih sovjetskih sveučilišta, između ostalih profosorima iz Lenjingrada, Rige, Moskve i Harkiva.